# イェンス・クリステン・クラウゼン
イェンス・クリステン・クラウゼン（Jens Christen (Christian) Clausen、1891年3月11日 – 1969年11月22日）はデンマーク生まれでアメリカ合衆国で働いた植物学者、遺伝学者、生態学者である。

## 略歴
シェラン地域のエスキルストロプ（Eskilstrup）に生まれた。家は農家で14歳から農場で働き、自宅で村の教師の助けを得て、勉強した。メンデルの遺伝の法則や、ダーウィンの進化論を学んだ。22歳の1913年にコペンハーゲン大学に入学し植物学、遺伝学、生態学を学んだ。スミレ科の遺伝学の研究を行った。デンマーク王立家畜農業大学（Royal Veterinary and Agricultural College）の遺伝学者、ヴィンゲ（Øjvind Winge）の助手を務め、1926年に博士号を得た。1927年から1928年の間、ロックフェラー財団の奨学金を得て、カリフォルニア大学バークリー校に留学し、バブコック（E. B. Babcock）とタンポポ亜科の属Crepisの遺伝学研究を行った。1931年に留学中に知り合ったホール教授（botanist Harvey Monroe Hall）の招きで再びアメリカ合衆国に渡り、スタンフォードのカーネギー研究所の植物生物学部門で働いた。分類学者のケック（David D. Keck）や生態学者のヒージー（William Hiesey）とともに行った研究が有名で、植物の種内の変異と生息地の生態学的環境への適応を研究した。20年にわたる研究は、異なる海抜のスタンフォード（ほぼ海抜0m）、メイサー（Mather、海抜1400m）、シエラネバダの高木限界（Timberline、海抜3000m）での実験も行われた。
クラウゼン、ケック、ヒージーは1940年の"Experimental Studies on the Nature of Species. I. Effect of Varied Environments on Western North American Plants"、1948年の"Experimental Studies on the Nature of Species. III. Environmental Responses of Climatic Races of Achillea"など5冊の著作を発表した。クラウゼンはコーネル大学でのメッセンジャー講座（Messenger Lectures）で行った講演をもとに1951年に"Stages in the Evolution of Plant Species"を出版した。
全米科学アカデミー、アメリカ芸術科学アカデミー、スウェーデン王立科学アカデミーの会員に選ばれ、アメリカの植物学会、アメリカ進化学会(Society for the Study of Evolution)の会員であった。デンマーク王国のナイト爵位を受勲した。